# Pedrosillo el Ralo
Pedrosillo el Ralo és un municipi de la província de Salamanca a la comunitat autònoma de Castella i Lleó. Limita a l'Oest i Nord amb La Vellés, a l'Est amb Villaverde de Guareña i al Sud amb Gomecello i Castellanos de Moriscos.

## Demografia
| 1991 | 1996 | 2001 | 2004 |
| ---- | ---- | ---- | ---- |
| 159  | 146  | 144  | 129  |